# Roberto Carmenati
Roberto Carmenati (Fabriano, 9 luglio 1964) è un allenatore di pallacanestro e dirigente sportivo italiano. Allenatore di pallacanestro, con oltre duecento panchine nel campionato nazionale italiano. Attualmente è International Scout per la squadra dei Dallas Mavericks (NBA). Ha scritto per la FIBA (Federazione Internazionale Basket) il volume Educating to basketball, dedicato agli istruttori dei Settori Giovanili del basket. Inizia le attività di allenatore a Fabriano, nel 1980, all’età di 16 anni, come collaboratore di Giuliano Guerrieri, allora responsabile del Settore Giovanile della Fabriano Basket, neopromossa in Serie A2. Ha cominciato a frequentare le panchine di Serie A sempre a Fabriano, nel 1986, come vice allenatore di Giorgio Montano, e successivamente di Massimo Mangano, di Luca Banchi alla Don Bosco Livorno e infine di Kareem Abdul Jabbar nella USBL (USA). In Italia è stato coach delle squadre di Milano e Fabriano in A1, e di Pozzuoli, Napoli e Fabriano in A2. È stato anche responsabile del Settore Giovanile alla Pallacanestro Trapani e successivamente alla Don Bosco Livorno. Vice allenatore della squadra nazionale di basket ai Giochi del Mediterraneo, è l’unico allenatore italiano ad aver fatto parte di due squadre nei campionati professionistici americani, vincendo entrambi (rispettivamente come Vice-allenatore e Scout). Nel 2011, con la vittoria nel campionato statunitense dei Dallas Mavericks, gli viene assegnato il prestigioso anello NBA.

## Carriera
Carmenati disputa la stagione 2002-03 in qualità di capo allenatore della squadra di Fabriano nella massima serie del campionato.
Nel febbraio 2004 sostituisce Attilio Caja alla guida tecnica dell'Olimpia Milano. Guida la squadra fino al termine della stagione.
Carmenati, molto stimato all'estero è l'unico allenatore europeo ad aver vinto due campionati negli Stati Uniti: nella USBL nel 2002 come assistant coach di Kareem Abdul Jabbar negli Oklahoma Storm e nella NBA come international scout dei Dallas Mavericks che hanno conquistato l'anello nella stagione 2010/11.
E tuttora relatore in Clinic, ha contribuito alla crescita della prima Accademia di Pallacanestro in Africa (Seed Academy Senegal) svolgendo il ruolo di allenatore, formatore degli allenatore, istruttore e mentore dei ragazzi, vedendo crescere tra gli altri Gorgui Dieng, campione NCAA con Louisville nel 2013 ed attualmente in forza ai Minnesota Timberwolves.